# Dilpersried

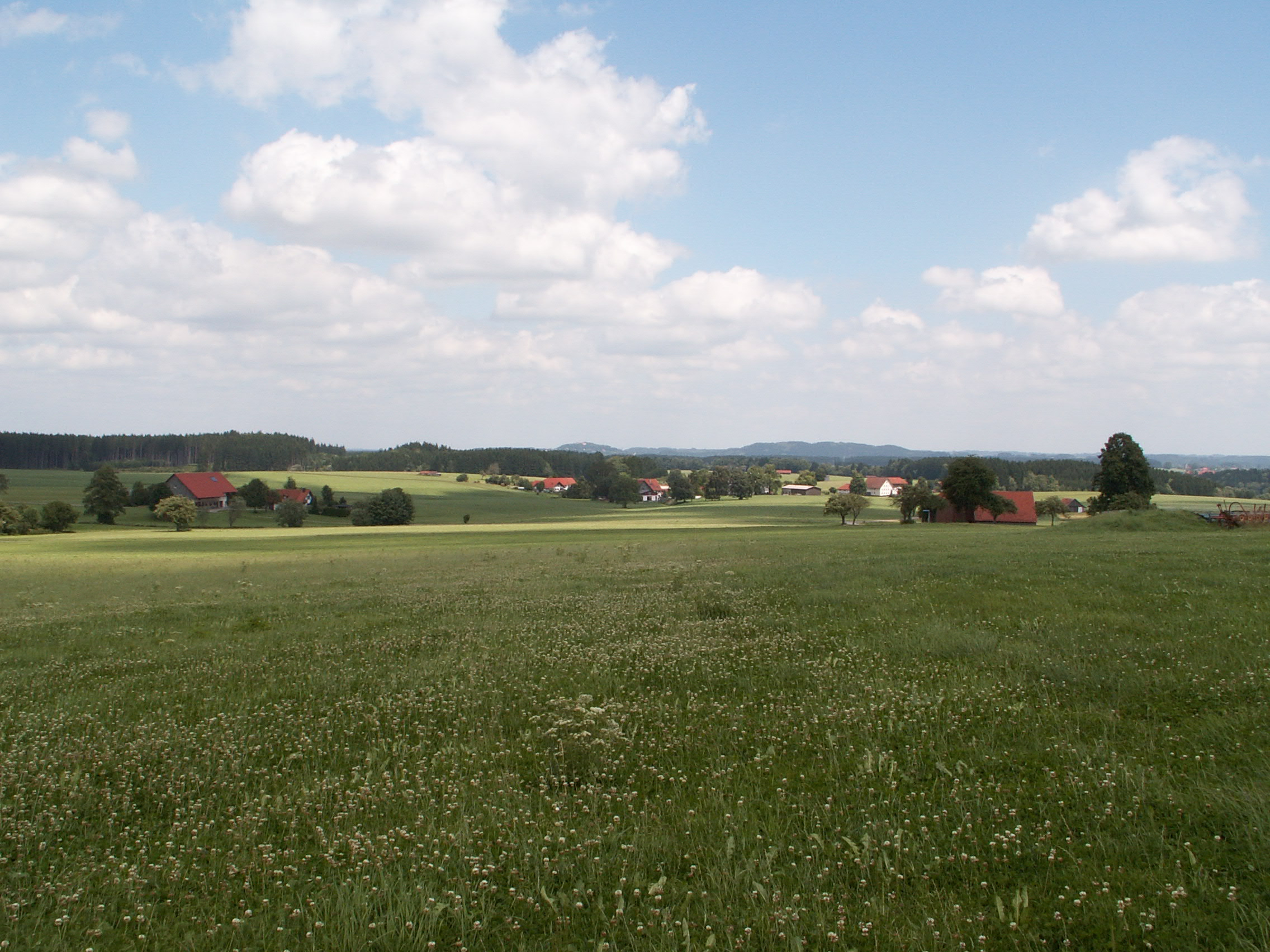
Dilpersried von Westen

Dilpersried ist ein Gemeindeteil von Lautrach im Landkreis Unterallgäu. 1987 hatte das Dorf 49 Einwohner.

## Geographie
Dilpersried liegt etwa fünf Kilometer südsüdwestlich vom Ortszentrum Lautrach unmittelbar an der Grenze zu Baden-Württemberg. Es ist über Gemeindestraßen mit dem Hauptort und den benachbarten Orten verbunden.

## Gemeindezugehörigkeit
Das Dorf gehört bereits seit der Gemeindebildung 1818 (Zweites Gemeindeedikt) zur Gemeinde Lautrach.

## Baudenkmal
Einziges in die Liste der Baudenkmäler eingetragenes Objekt ist die römisch-katholische Kapelle St. Maria (Dilpersried).